# Europamästerskapen i madison
Europamästerskapen i madison är en serie av årligen arrangerade tävlingar i bancyklingsdisciplinen madison som avhållits i Europa under kontroll av olika organisationer. Tävlingarna kan delas in i nedanstående "epoker":
- februari 1949 – oktober 1955

"Vintermästerskapen" arrangerade av olika privata arrangörer. Avhållna vintersäsongsvis och utan nationalitetskrav på deltagarna.
- februari 1957 – januari 1971

Lopp arrangerade under kantroll av den 1956 bildade Union Européenne des Vélodromes d'hiver ("Europeiska vintervelodrom-unionen") kallade "Europakriteriet" eller "Vintermästerskapen" (Championnats d’Hiver). Avhållna vintersäsongsvis och utan nationalitetskrav på deltagarna.
- december 1971 – december 1990

Lopp under kontroll av Fédération Internationale de Cyclisme Professionnel (bildad av UCI 1965) kallade "Vintermästerskapen". Avhållna vintersäsongsvis och utan nationalitetskrav på deltagarna.
- 1991 – 1994

UEC bildades av UCI 1990 och denna europeiska cykelunion blev ansvarig för arrangerande av alla europamästerskap i cykling, men det dröjde till den 12 februari 1995 innan något sådant arrangerades i madison.
- februari 1995 – 2009

Separata mästerskap i madison under UEC:s ledning (dock samarrangerade med lagsprint och omnium från 2006). Arrangerade kalenderårsvis och endast öppna för par representerande samma medlemsnation i UEC.
- 2010 – 2015

2010 slog UEC samman mästerskapen i alla bandiscipliner utom stayer och derny till UEC:s banmästerskap. Arrangerade kalenderårsvis och endast öppna för par representerande samma medlemsnation i UEC.
- sedan 2016

2016 infödes madison för damer vid UEC:s banmästerskap.

## Podieplaceringar - herrar

### Före UEC
Öppna för alla professionella cyklister oavsett nationalitet.

| Säsong                            | Vinnare                                | Tvåa                                   | Trea                                 |
| Vintermästerskapen i madison      |                                        |                                        |                                      |
| 1948/1949                         | Gerrit Boeijen Gerrit Schulte          | Achiel Bruneel Camiel Dekuysscher      | Reginald Arnold Alfred Strom         |
| 1949/1950                         | Gerrit Peters Gerrit Schulte           | Achiel Bruneel Guy Lapébie             | Armin von Büren Hugo Koblet          |
| 1950/1951                         | Valère Ollivier Albert Sercu           | Gerrit Peters Gerrit Schulte           | Ernest Thyssen Albert Ramon          |
| 1951/1952                         | Jean Le Nizerhy Roger Reynes           | Reginald Arnold Alfred Strom           | Roger Godeau Raymond Goussot         |
| 1952/1953                         | Armin von Büren Hugo Koblet            | Gerrit Peters Gerrit Schulte           | Achiel Bruneel Arsene Rijckaert      |
| 1953/1954                         | Armin von Büren Hugo Koblet            | Gerrit Peters Gerrit Schulte           | Achiel Bruneel Lucien Acou           |
| 1954/1955                         | Dominique Forlini Georges Senfftleben  | Walter Bucher Jean Roth                | Joseph Debeuckelaer Arsene Rijckaert |
| 1955/1956                         | Piet Haan Jan Plantaz                  | Gerrit Peters Gerrit Schulte           | Reginald Arnold Sidney Patterson     |
| UEVH:s Vintermästerskap i madison |                                        |                                        |                                      |
| 1956/1957                         | Reginald Arnold Ferdinando Terruzzi    | Joseph Debeuckelaer Arsene Rijckaert   | Evan Klamer Kay Werner Nielsen       |
| 1957/1958                         | Emile Severeyns Rik Van Steenbergen    | Émile Carrara Georges Senfftleben      | Dominique Forlini Pierre Brun        |
| 1958/1959                         | Emile Severeyns Rik Van Steenbergen    | Palle Lykke Jensen Kay Werner Nielsen  | Peter Post Gerrit Schulte            |
| 1959/1960                         | Emile Severeyns Rik Van Steenbergen    | Fritz Pfenninger Jean Roth             | Lucien Gillen Oscar Plattner         |
| 1960/1961                         | Emile Severeyns Rik Van Steenbergen    | Sigi Renz Günther Ziegler              | Rudi Altig Hans Junkermann           |
| 1961/1962                         | Klaus Bugdahl Fritz Pfenninger         | Peter Post Rik Van Looy                | Emile Severeyns Rik Van Steenbergen  |
| 1962/1963                         | Palle Lykke Jensen Rik Van Steenbergen | Peter Post Willy Vannitsen             | Reginald Arnold Emile Severeyns      |
| 1963/1964                         | Peter Post Fritz Pfenninger            | Klaus Bugdahl Sigi Renz                | Lucien Gillen Peter Tiefenthaler     |
| 1964/1965                         | Rudi Altig Hans Junkermann             | Emile Severeyns Rik Van Steenbergen    | Dieter Kemper Horst Oldenburg        |
| 1965/1966                         | Klaus Bugdahl Sigi Renz                | Palle Lykke Jensen Rik Van Steenbergen | Ron Baensch Fritz Pfenninger         |
| 1966/1967                         | Peter Post Fritz Pfenninger            | Sigi Renz Horst Oldenburg              | Romain Deloof Freddy Eugen           |
| 1967/1968                         | Dieter Kemper Horst Oldenburg          | Freddy Eugen Rolf Roggendorf           | Klaus Bugdahl Patrick Sercu          |
| 1968/1969                         | Peter Post Patrick Sercu               | Dieter Kemper Horst Oldenburg          | Klaus Bugdahl Fritz Pfenninger       |
| 1969/1970                         | Eddy Merckx Patrick Sercu              | Peter Post Leo Duyndam                 | Klaus Bugdahl Dieter Kemper          |
| 1970/1971                         | Wilfried Peffgen Sigi Renz             | Peter Post René Pijnen                 | Graeme Gilmore Patrick Sercu         |

| Säsong                                            | Vinnare                             | Tvåa                              | Trea                                    |
| FICP:s Europakriterium/Vintermästerskap i madison |                                     |                                   |                                         |
| 1971/1972                                         | Klaus Bugdahl Dieter Kemper         | Julien Stevens Patrick Sercu      | Wilfried Peffgen Sigi Renz              |
| 1972/1973                                         | Wilfried Peffgen Albert Fritz       | Klaas Balk René Pijnen            | Julien Stevens Rik Van Linden           |
| 1973/1974                                         | René Pijnen Leo Duyndam             | Jacky Mourioux Alain Van Lancker  | Wilfried Peffgen Albert Fritz           |
| 1974/1975                                         | René Pijnen Patrick Sercu           | Graeme Gilmore Dieter Kemper      | Sigi Renz Roy Schuiten                  |
| 1975/1976                                         | ej avhållet                         | ej avhållet                       | ej avhållet                             |
| 1976/1977                                         | René Pijnen Günter Haritz           | Donald Allan Danny Clark          | Klaus Bugdahl Patrick Sercu             |
| 1977/1978                                         | Eddy Merckx Patrick Sercu           | René Pijnen Gert Frank            | Wilfried Peffgen Günter Haritz          |
| 1978/1979                                         | Gregor Braun Patrick Sercu          | Danny Clark Francesco Moser       | René Savary Kim Gunnar Svendsen         |
| 1979/1980                                         | Donald Allan Danny Clark            | René Pijnen Francesco Moser       | Dietrich Thurau Patrick Sercu           |
| 1980/1981                                         | René Pijnen Michel Vaarten          | Patrick Sercu Albert Fritz        | Heinz Betz Günther Schumacher           |
| 1981/1982                                         | Hans-Henrik Ørsted Gert Frank       | Roman Hermann Horst Schütz        | Albert Fritz Wilfried Peffgen           |
| 1982/1983                                         | René Pijnen Patrick Sercu           | Gert Frank Josef Kristen          | Maurizio Bidinost Pierangelo Bincoletto |
| 1983/1984                                         | Hans-Henrik Ørsted Gert Frank       | Anthony Doyle Gary Wiggins        | Henry Rinklin Josef Kristen             |
| 1984/1985                                         | Anthony Doyle Gary Wiggins          | Roman Hermann Sigmund Hermann     | Henry Rinklin Josef Kristen             |
| 1985/1986                                         | René Pijnen Gert Frank              | Anthony Doyle Gary Wiggins        | Dietrich Thurau Josef Kristen           |
| 1986/1987                                         | Roman Hermann Josef Kristen         | Etienne De Wilde Stan Tourné      | René Pijnen Gert Frank                  |
| 1987/1988                                         | Volker Diehl Roland Günther         | Urs Freuler Hansrüdi Märki        | Roman Hermann Sigmund Hermann           |
| 1988/1989                                         | Danny Clark Anthony Doyle           | Volker Diehl Roland Günther       | Roman Hermann Hansrüdi Märki            |
| 1989/1990                                         | Danny Clark Anthony Doyle           | Bruno Holenweger Daniel Wyder     | Marc Meilleur Philippe Tarantini        |
| 1990/1991                                         | Pierangelo Bincoletto Jens Veggerby | Laurent Biondi Philippe Tarantini | Roland Günther Carsten Wolf             |

### Under UEC
Endast deltagande av europeiska nationslag.

| År                               | Vinnare                             | Tvåa                              | Trea                                  |
| UEC:s Europamästerskap i madison |                                     |                                   |                                       |
| 1995                             | Kurt Betschart Bruno Risi           | Pierangelo Bincoletto Marco Villa | Etienne De Wilde Laurenzo Lapage      |
| 1996                             | Jimmi Madsen Jens Veggerby          | Kurt Betschart Bruno Risi         | Andreas Kappes Carsten Wolf           |
| 1997                             | Jimmi Madsen Jens Veggerby          | Kurt Betschart Bruno Risi         | Etienne De Wilde Frank Corvers        |
| 1999                             | Damien Pommereau Robert Sassone     | Andreas Müller Bernhard Waechter  | Martin Bláha Jacub Lazar              |
| 2000                             | Matthew Gilmore Etienne De Wilde    | Silvio Martinello Marco Villa     | Kurt Betschart Bruno Risi             |
| 2001                             | Matthew Gilmore Etienne De Wilde    | Silvio Martinello Marco Villa     | Kurt Betschart Bruno Risi             |
| 2002                             | Danny Stam Robert Slippens          | Kurt Betschart Bruno Risi         | Martin Liska Jozef Zabka              |
| 2003                             | Andreas Kappes Andreas Beikirch     | Danny Stam Robert Slippens        | Kurt Betschart Bruno Risi             |
| 2004                             | Alexander Aeschbach Franco Marvulli | Martin Liska Jozef Zabka          | Jens-Erik Madsen Michael Smith Larsen |
| 2005                             | Matthew Gilmore Iljo Keisse         | Martin Bláha Petr Lazar           | Konstantin Ponomarjov Aleksej Sjmidt  |
| 2006                             | Bruno Risi Franco Marvulli          | Danny Stam Peter Schep            | Alois Kaňkovský Petr Lazar            |
| 2007                             | Jens Mouris Peter Schep             | Aleksej Markov Nikolaj Trusov     | Ivan Kovaljov Aleksej Sjmidt          |
| 2008                             | Iljo Keisse Kenny De Ketele         | Casper Jørgensen Michael Mørkøv   | Ivan Kovaljov Sergej Kolesnikov       |
| 2009                             | Roger Kluge Robert Bartko           | Aleksej Sjmidt Sergej Kolesnikov  | Danny Stam Peter Schep                |

| År                              | Vinnare                            | Tvåa                                | Trea                                      |
| Madison vid UEC:s banmästerskap |                                    |                                     |                                           |
| 2010                            | Martin Bláha Jiří Hochmann         | Kenny De Ketele Tim Mertens         | Michajlo Radionov Serhij Lahkuty          |
| 2011                            | Kenny De Ketele Iljo Keisse        | Claudio Imhof Cyrille Thièry        | Vivien Brisse Morgan Kneisky              |
| 2012                            | Martin Bláha Jiří Hochmann         | Artur Jersjov Valerij Kajkov        | Angelo Ciccone Elia Viviani               |
| 2013                            | Elia Viviani Liam Bertazzo         | David Muntaner Albert Torres        | Kenny De Ketele Gijs Van Hoecke           |
| 2014                            | Andreas Graf Andreas Müller        | Kenny De Ketele Otto Vergaerdre     | Morgan Kneisky Vivien Brisse              |
| 2015                            | Sebastián Mora Albert Torres       | Michail Radionov Andrej Sazanov     | Morgan Kneisky Bryan Coquard              |
| 2016                            | Sebastián Mora Albert Torres       | Morgan Kneisky Benjamin Thomas      | Kenny De Ketele Moreno De Pauw            |
| 2017                            | Florian Maitre Benjamin Thomas     | Niklas Larsen Casper Pedersen       | Wojciech Pszczolarski Daniel Staniszewski |
| 2018                            | Kenny De Ketele Robbe Ghys         | Roger Kluge Theo Reinhardt          | Oliver Wood Ethan Hayter                  |
| 2019                            | Lasse Norman Hansen Michael Mørkøv | Yoeri Havik Jan-Willem van Schip    | Maximilian Beyer Theo Reinhardt           |
| 2020                            | Sebastián Mora Albert Torres       | Ivo Oliveira Rui Oliveira           | Francesco Lamon Stefano Moro              |
| 2021                            | Yoeri Havik Jan-Willem van Schip   | Kenny De Ketele Lindsay De Vylder   | Iúri Leitão Rui Oliveira                  |
| 2022                            | Roger Kluge Theo Reinhardt         | Thomas Boudat Donavan Grondin       | Robbe Ghys Fabio Van den Bossche          |
| 2023                            | Roger Kluge Theo Reinhardt         | Simone Consonni Michele Scartezzini | Benjamin Thomas Donavan Grondin           |
| 2024                            | Roger Kluge Theo Reinhardt         | Thomas Boudat Donavan Grondin       | Michael Mørkøv Theodor Storm              |
| 2025                            | Yanne Dorenbos Vincent Hoppezak    | Roger Kluge Tim Torn Teutenberg     | Ivo Oliveira Rui Oliveira                 |

## Podieplaceringar – Damer
| År   | Vinnare                           | Tvåa                              | Trea                            |
| 2016 | Jolien D'Hoore Lotte Kopecky      | Nina Kessler Kirsten Wild         | Emily Kay Emily Nelson          |
| 2017 | Elinor Barker Eleanor Dickinson   | Lydia Boylan Lydia Gurley         | Amy Pieters Kirsten Wild        |
| 2018 | Julie Leth Amalie Dideriksen      | Gulnaz Badykova Diana Klimova     | Amy Pieters Kirsten Wild        |
| 2019 | Julie Leth Amalie Dideriksen      | Katie Archibald Laura Kenny       | Amy Pieters Kirsten Wild        |
| 2020 | Elisa Balsamo Vittoria Guazzini   | Diana Klimova Maria Novolodskaja  | Laura Kenny Elinor Barker       |
| 2021 | Katie Archibald Neah Evans        | Amalie Dideriksen Julie Leth      | Victoire Berteau Marion Borras  |
| 2022 | Silvia Zanardi Rachele Barbieri   | Clara Copponi Marion Borras       | Amalie Dideriksen Julie Leth    |
| 2023 | Katie Archibald Elinor Barker     | Clara Copponi Victoire Berteau    | Elisa Balsamo Vittoria Guazzini |
| 2024 | Valentine Fortin Marion Borras    | Katrijn De Clercq Lotte Kopecky   | Elisa Balsamo Vittoria Guazzini |
| 2025 | Lisa van Belle Maike van der Duin | Chiara Consonni Vittoria Guazzini | Victoire Berteau Marion Borras  |